# فاطمة الأيوبي
فاطمة الأيوبي مهاجرة مغربية لفرنسا. كانت أمّية فقيرة، تزوجت وهي صغيرة، لتلتحق بزوجها بمدينة نانتير في فرنسا. تقدمت للعمل في مصنع كعاملة نظافة وهي لا تتحدث اللغة الفرنسية، في عام 1999 تعرضت لحادث وقوع من سلالم المصنع، وأصبحت طريحة على سرير المستشفى لفترة طويلة بعد أن تعطل نصفها الأيسر.
تعلمت اللغة الفرنسية وهي في المستشفى، بعد مساعدة تلقتها من طبيبة تدعى ماري بيزي. و خلال إقامتها في المستشفى كتبت كتاب لها باللغة العربية حول حياتها، ولقي هذا الكتاب رواجا في البلدان العربية وبالأخص في المغرب، ثم قامت بنفسها بترجمته إلى اللغة الفرنسية.